# 타르하나
타르하나(튀르키예어: tarhana)는 곡물과 발효유를 섞어 발효·건조한 음식이다. 서아시아와 동남유럽에 걸친 지역에 다양한 변형이 존재한다. 곡물로는 밀가루, 불구르, 세몰리나 등 밀 제품이 흔히 사용되며, 발효유로는 요구르트, 마춘 등이 쓰인다.

## 이름
지역과 언어에 따라 타라나(마케도니아어·세르보크로아트어: тарана, 세르보크로아트어: tarana), 타르하나(불가리아어: тархана, 아르메니아어: թարխանա, 아제르바이잔어·우즈베크어·튀르키예어: tarhana), 타르하네(페르시아어: ترخانه, 쿠르드어: tarxane), 타르히네(페르시아어: ترخینه), 트라하나(불가리아어: трахана, 알바니아어·세르보크로아트어: trahana), 트라하나스(그리스어: τραχανάς), 티르헤네(소라니 쿠르드어: ترخێنە) 등으로 불린다.

## 사진

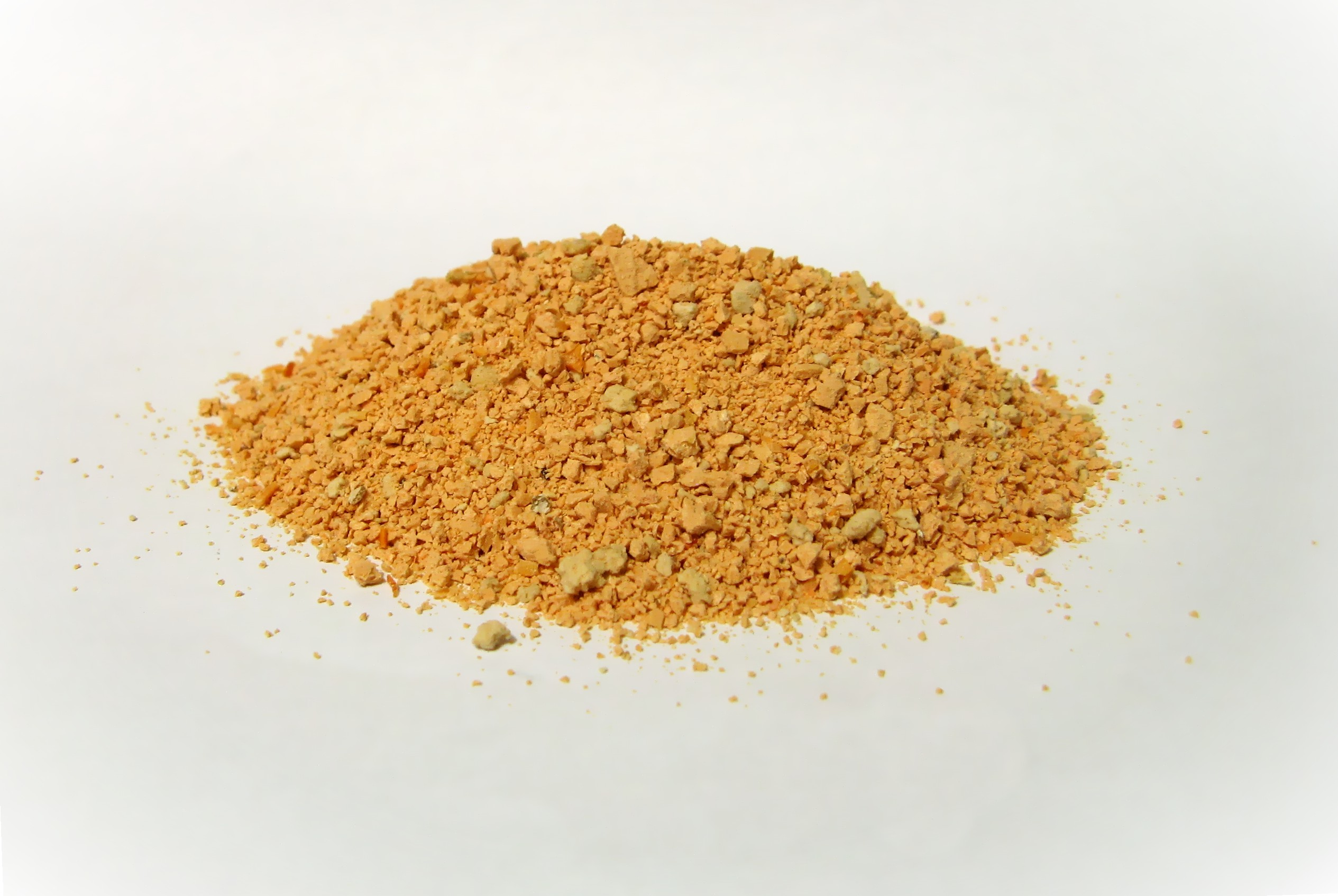
불가리아의 트라하나
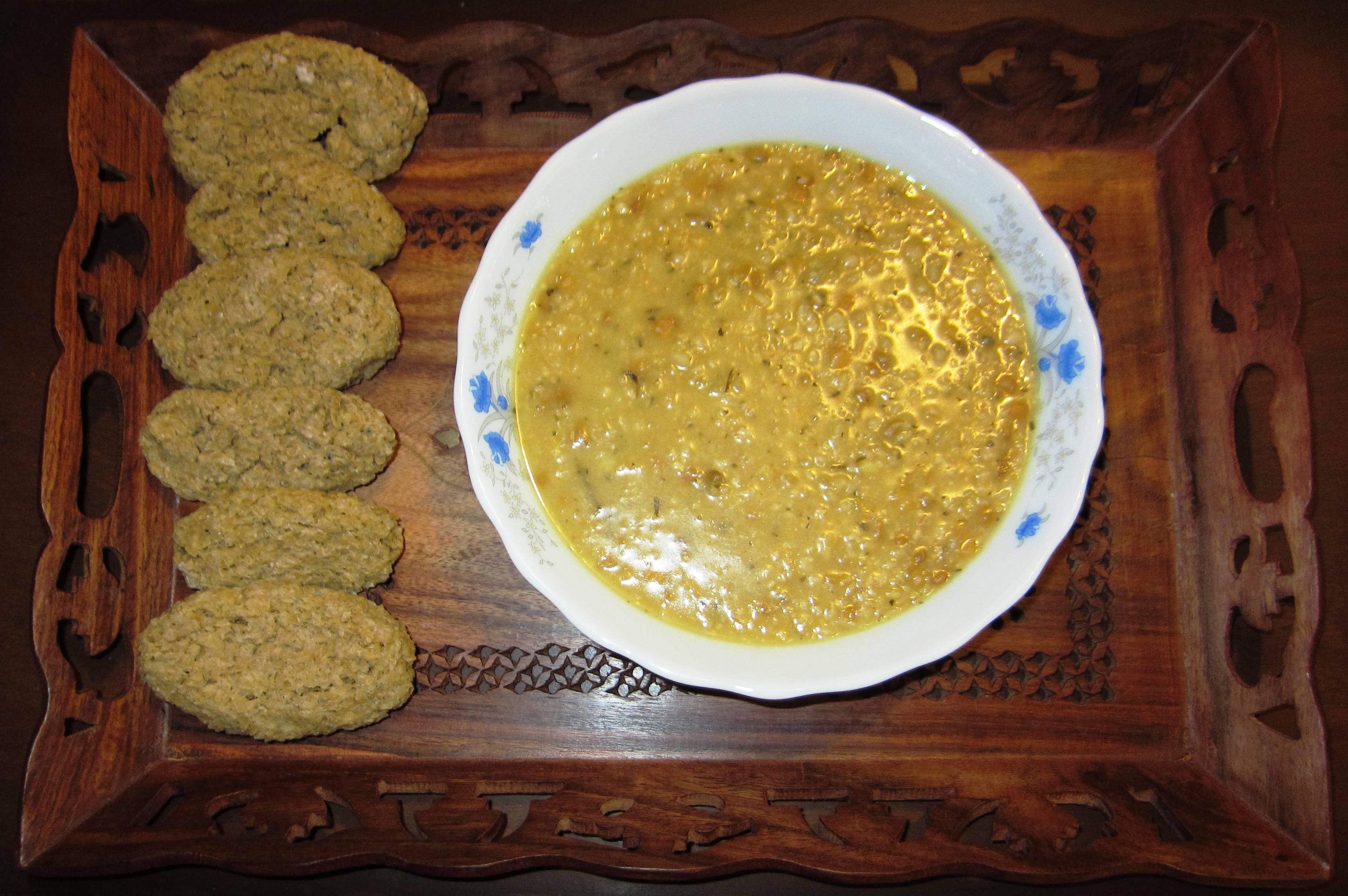
이란의 타르히네와 아셰 타르히네
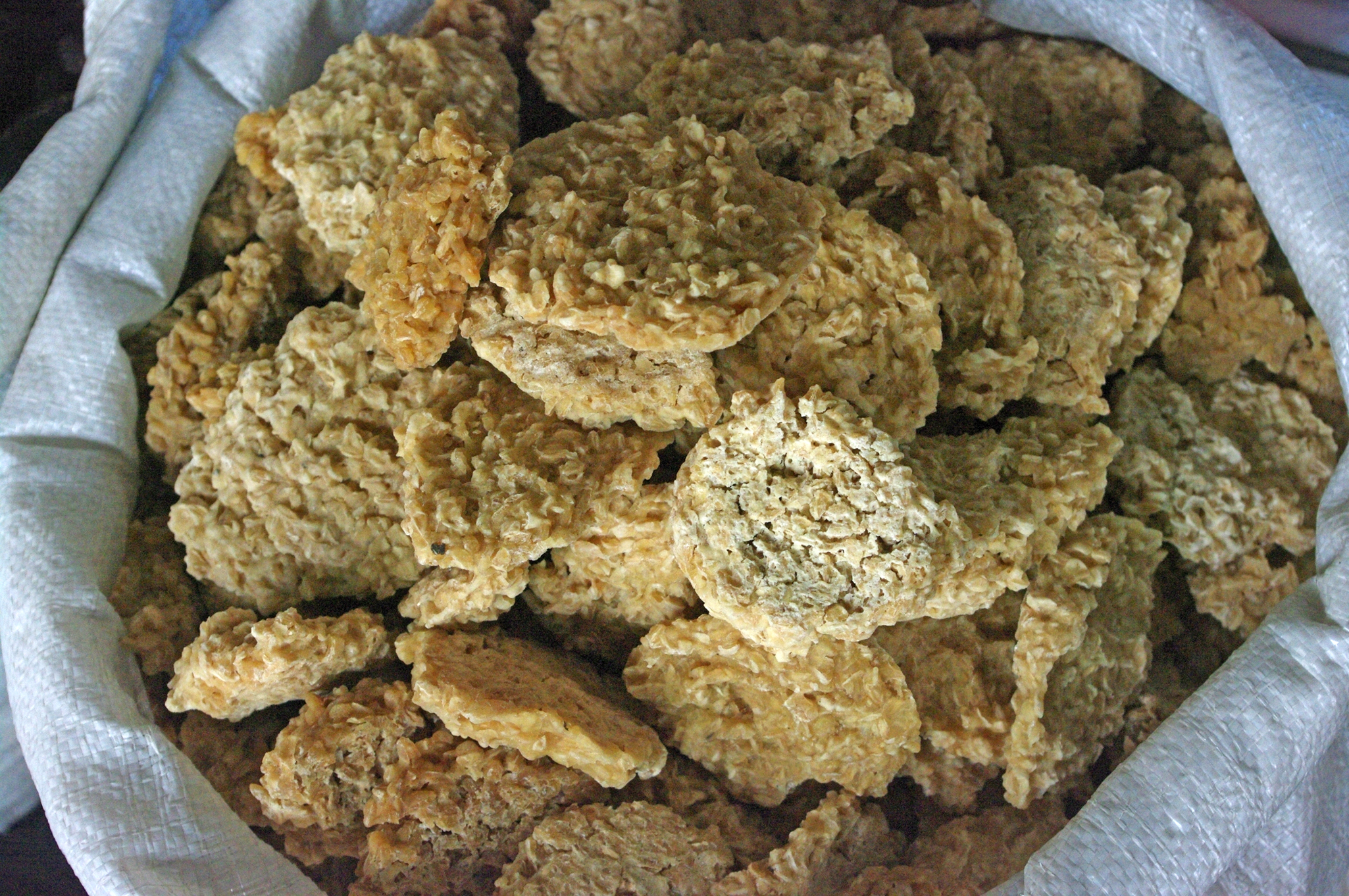
튀르키예의 타르하나
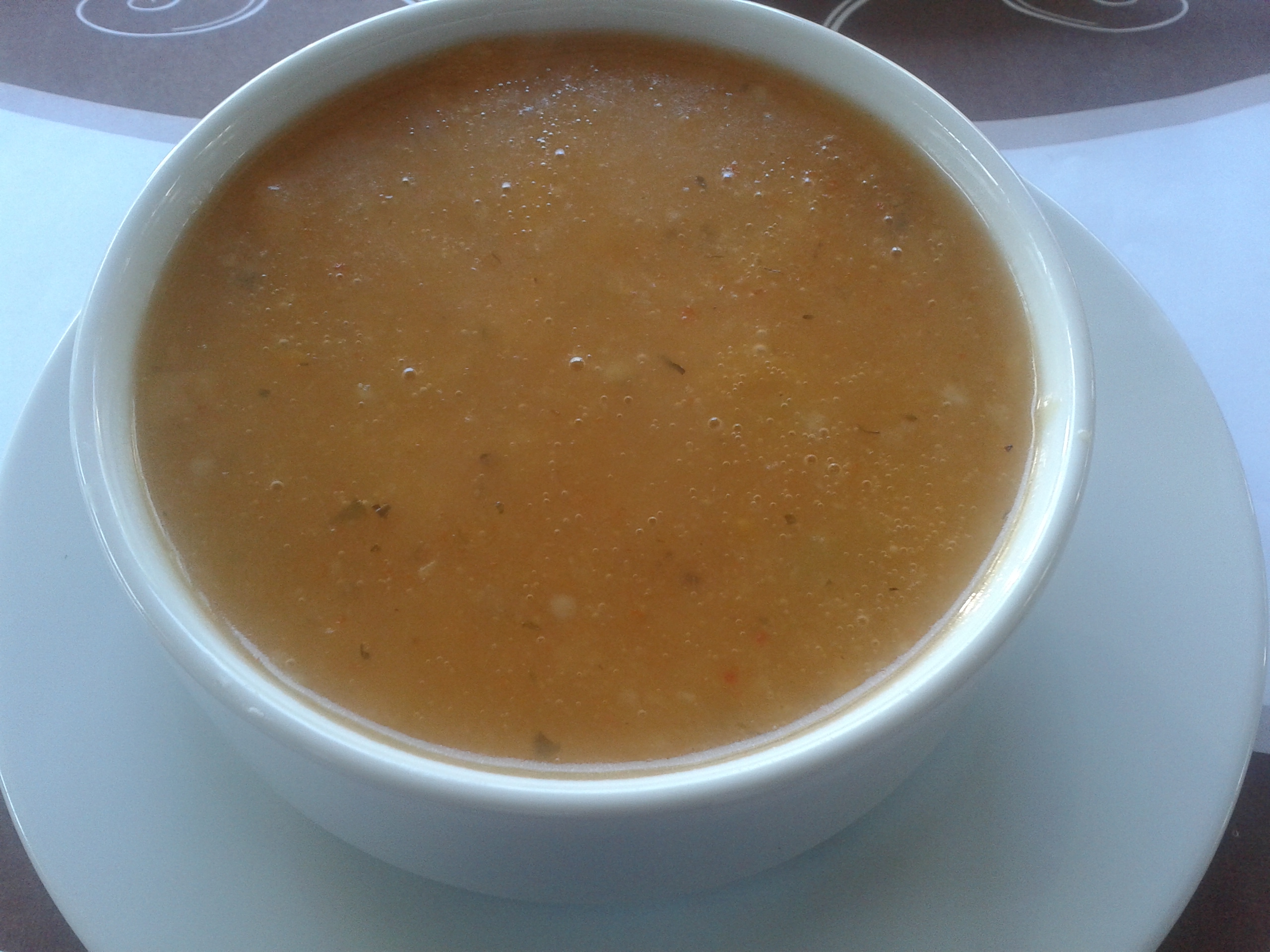
튀르키예의 타르하나 초르바스
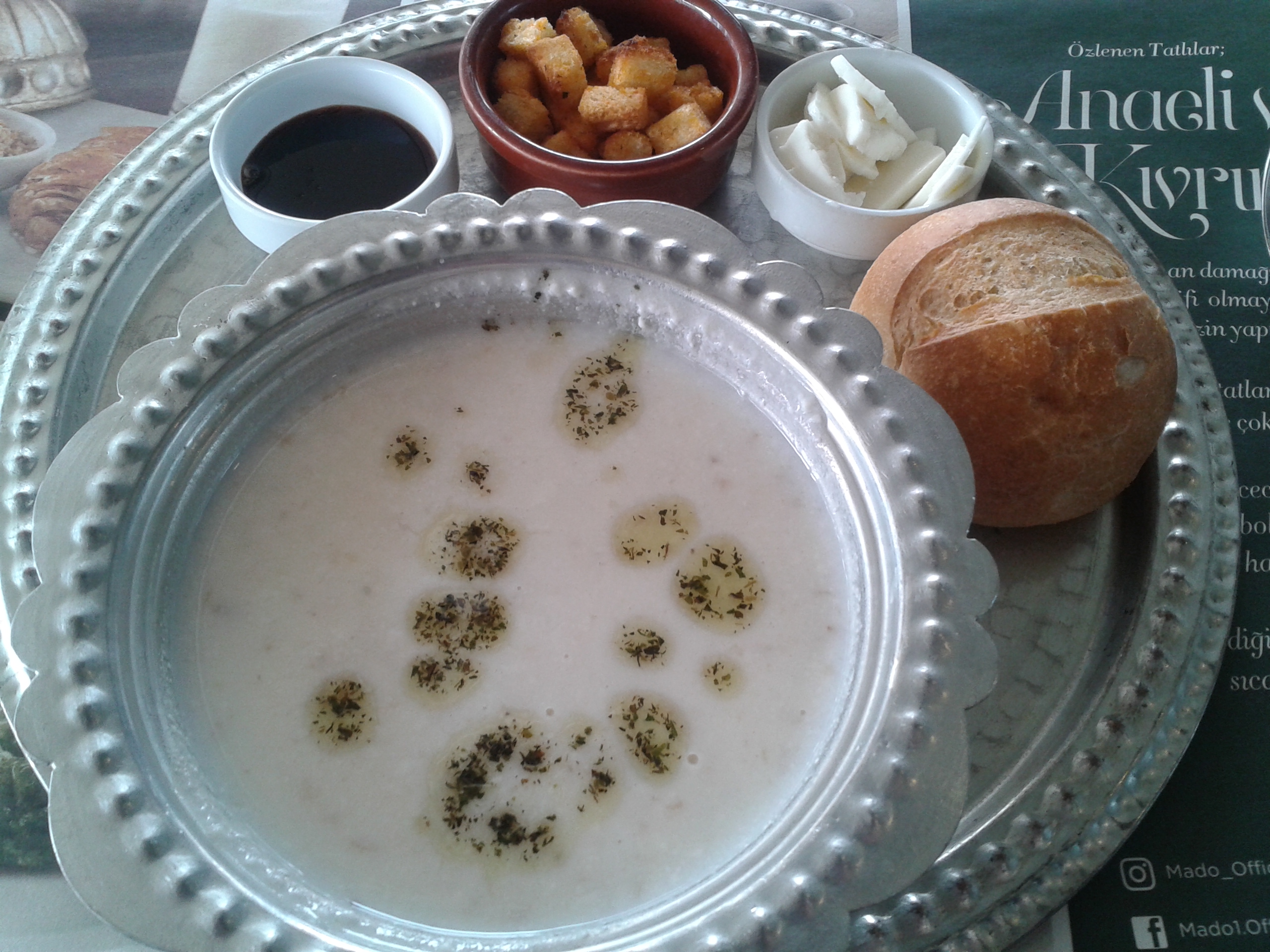
튀르키예의 타르하나 초르바스

## 같이 보기
- 잠바
- 쿠루트
- 타르호냐
- 프루멘티